# Грунтенко Василь Антонович
Грунтенко Василь Антонович (нар. 1896, Олферів — пом. 1923, Житомир) — український військовий лікар та підпільник, один з організаторів та фактичних керівників Волинської повстанської армії, яка вела партизанську боротьбу проти більшовиків на Житомирщині. Здібний організатор диверсійно-партизанських підрозділів. Особисто брав участь у плануванні та проведенні штурмових, диверсійних та розвідувальних антибільшовицьких операцій.

## Життєпис
Василь Грунтенко народився у 1896 році у селі Олферів Верхньодніпровського повіту Катеринославської губернії. Закінчив медичний факультет Харківського університету.
З 1917 року Грунтенко служив у різних українських військових формуваннях. У 1920—1921 роках — медик 4-го Київського кінного полку. Учасник Першого та Другого зимових походів. Лицар Залізного хреста УНР №1675. Під час останнього лікар вирушив на окуповану більшовиками територію України у складі Подільської групи під керівництвом полковника Палія-Сидорянського. Під час походу 1 листопада 1921 року, у ході бою під Авратином проти більшовицької кавалерії та піхоти, у районі села Мотрунки ворогові вдалось відтяти від основних українських сил медичний околодок, віз із канцелярією та ще кілька дрібних підрозділів. На чолі одного з відколотих підрозділів Грунтенко дістався села Троща, де разом з іншими селянами створили міцну антибільшовицьку партизанську організацію.
Невдовзі ціла низка українських повстанських підрозділів об'єдналась в єдину структуру — Волинську повстанську армію, начальником штабу якої було призначено Василя Грунтенка. Ця організація до 1923 року вела ефективну боротьбу проти окупантів, і була ліквідована лише завдяки інфільтрованій в ряди підпілля агентурі НК. Грунтенка схопили у Житомирі у ніч з 4 на 5 жовтня 1922 року. Василя катували, проте він не став змінювати своїх переконань чи каятись. Не зважаючи на це провідників ВПА було обмовлено серед вояків армії УНР на еміграцї. Зокрема, з незрозумілих причин, Михайло Палій-Сидорянський поширював чутки про те, що Василь Грунтенко — зрадник, який перекинувся на бік більшовиків. 18 березня 1923 року Грунтенка було засуджено до страти. В числі інших повстанців він був показово повішений більшовиками на одній із центральних вулиць Житомира.
Місце поховання невідоме.